# FIFA 15
FIFA 15 – komputerowa gra sportowa podejmująca tematykę piłki nożnej, stworzona przez studio EA Sports. Jest to dwudziesta druga część piłkarskiej serii FIFA. Gra została wydana w Polsce 25 września 2014 roku.
FIFA 15 jest drugą edycją piłkarskiej serii, którą napędza silnik Ignite. W porównaniu do poprzedniczki silnik ten działa nie tylko w wydaniu na konsole Xbox One czy Playstation 4, ale także w wersji na komputery osobiste. Ponadto zostanie on zmodyfikowany – twórcy obiecali, że gracze będą mogli między innymi dostrzec ruchy włosów zawodników czy trzęsącą się bramkę w razie uderzenia piłki w poprzeczkę.
W grze zostanie zaimplementowany system o nazwie Emotional Intelligence, który dobierze emocje zawodników w zależności od sytuacji na boisku. Tytuł zaoferuje również ulepszone, realistyczne zachowanie piłki, dzięki ulepszonemu silnikowi fizyki. Wprowadzone ma być także usprawnienie, które pozwoli na zmianę zachowania piłkarzy (zarówno po stronie gracza, jak i przeciwnej) zależną od obecnej sytuacji.

## Demo
Demo zostało wydane w dniu 9 września 2014 roku.

## Ultimate Team
Tryb Ultimate Team, w który gra już ponad 12 milionów graczy (a liczba ta ciągle rośnie), jest najbardziej popularnym trybem rozgrywki w grze EA SPORTS FIFA. W tym roku FIFA 15 Ultimate Team wprowadza bardzo ciekawe funkcje, takie jak składy koncepcyjne, sezony meczów towarzyskich i wypożyczanie zawodników.

## Licencja
W Fifie 15 jest 35 lig, ponad 600 klubów, ponad 16 tysięcy zawodników i 41 stadionów.

## Ścieżka dźwiękowa
Gra zawiera następujące utwory:

- Avicii – "The Nights"
- A-Trak – "Push"
- Balkan Beat Box – "Bulgarian Chicks"
- Bang La Decks – "Utopia"
- Broods – "L. A. F."
- Catfish and the Bottlemen – "Cocoon"
- ChocQuibTown – "Uh La La"
- Death From Above 1979 – "Crystal Ball"
- Dirty South – "Tunnel Vision"
- Elliphant – "All or Nothing"
- Elliphant – "Purple Light"
- Emicida feat. Rael – "Levanta e Anda"
- FMLYBND – "Come Alive"
- Foster the People – "Are You What You Want To Be?"
- Jacob Banks – "Move With You"
- Joywave – "Tongues"
- Jungle – "Busy Earnin'"
- Junior Jack – "E Samba"
- Kasabian – "Stevie"
- Kinski Gallo – "Cumbia del Corazón"
- Kwabs – "Walk"
- Kymani Marley – "Warriors"
- Lowell – "Palm Trees"
- Madden Brothers – "We Are Done"
- Madeon – "Imperium"
- Magic Man – "Tonight"
- Milky Chance – "Down by the River"
- MPB4 – "Agiboré (Marky's Ye-Mele Refix)"
- Nneka – "Heartbeat"
- Nico & Vinz – "When The Day Comes"
- Polock – "Everlasting"
- Prides – "Out Of The Blue"
- Rudimental feat. Alex Clare – "Give You Up"
- Saint Motel – "My Type"
- Saint Raymond – "Wild Heart"
- Sante Les Amis – "Brasil"
- Santigold – "Disparate Youth"
- Slaptop – "Sunrise"
- Teddybears – "Sunshine"
- Tensnake – "Pressure"
- The Griswolds – "16 Years"
- The Kooks – "Around Town"
- The Mountains – "The Valleys"
- The Ting Tings – "Super Critical"
- Tune-Yards – "Water Fountain"
- Vance Joy – "Mess Is Mine"